# Synagoge (Načeradec)
Koordinaten: 49° 47′ 20,9″ N, 14° 52′ 40,9″ O

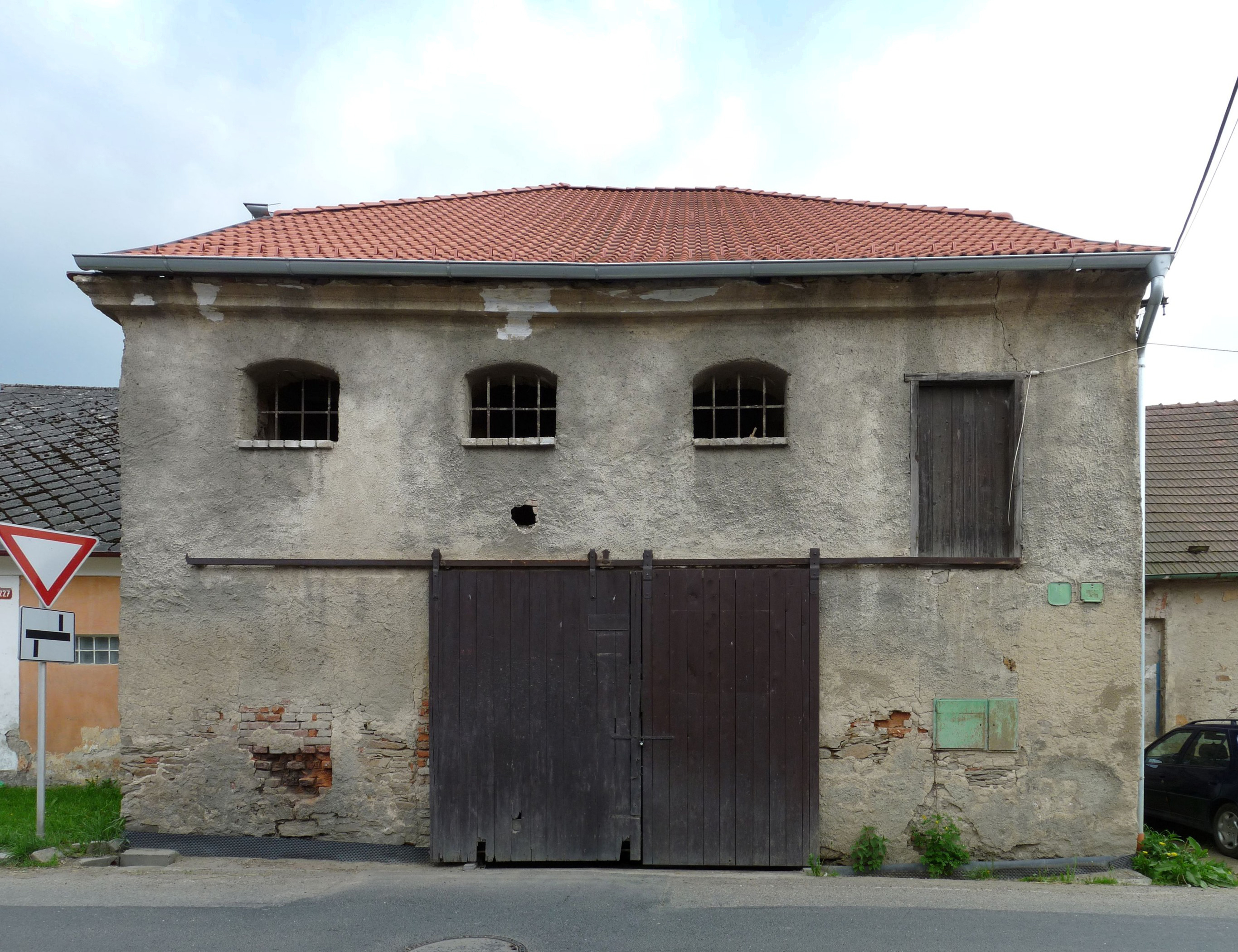
Synagoge in Načeradec

Die Synagoge in Načeradec (deutsch Natscheradetz), einer Gemeinde im tschechischen Okres Benešov in der Mittelböhmischen Region, wurde im 19. Jahrhundert errichtet. Die profanierte Synagoge wird seit langem als Lager genutzt. 